# Anápolis
Anápolis, amtlich Município de Anápolis, ist nach Goiânia und Aparecida de Goiânia die drittgrößte Stadt des brasilianischen Bundesstaates Goiás und dessen industrielles Zentrum. Im Jahr 2021 lebten schätzungsweise 396.526 Menschen in Anápolis, die Anapolinoer genannt werden. Das Gemeindegebiet von Anápolis umfasst etwa 936 Quadratkilometer.

## Geographische Lage
Anápolis liegt in etwa 1000 Metern Höhe auf dem Planalto Central, der zentralbrasilianischen Hochebene im Bundesstaat Goiás, im Quellgebiet des Ribeirão das Antas, auf halbem Weg zwischen Brasília und Goiânia.
Das urban bebaute Stadtgebiet umfasste 2010 eine Fläche von rund 53 km².
Anápolis grenzt im Norden an die Gemeinden Abadiânia und Pirenópolis, im Süden an Terezópolis de Goiás, Goianápolis, Leopoldo de Bulhões und Silvânia, im Osten an Silvânia und Abadiânia und im Westen an Nerópolis, Ouro Verde de Goiás und Petrolina de Goiás.
Entfernungen: Brasília 171 km; Goiânia 54 km; São Paulo 950 km; Rio de Janeiro 1200 km.
Jährliche Niederschlagsmenge: 1450 mm, bei einer Hauptregenzeit zwischen November und März.
Jahresdurchschnittstemperatur: 22 °C.
Anápolis liegt auf der Wasserscheide zwischen dem Einzugsgebiet des Río Paraná und dem Amazonas.
Die Stadt ist seit 2001 administrativ in fünf Verwaltungsbezirke eingeteilt:
- Distrito de Anápolis
- Distrito de Goialândia
- Distrito de Interlândia
- Distrito de Joanápolis
- Distrito de Souzânia

## Geschichte
Zu Beginn des 19. Jahrhunderts begannen Reisende, die über das Araguaia-Tal und über Pirenópolis und Corumbá de Goiás kamen, sich in der Gegend der heutigen Stadt niederzulassen. Eine solche Niederlassung wurde im Quellgebiet des Ribeirão das Antas, wegen seines fruchtbaren Bodens auch Campos Ricos genannt, gegründet. Dieser Weiler umfasste 1859 15 Gebäude und eine Schule.
Die Legende besagt, dass 1860 der Bauersfrau Ana das Dores, die in der Gegend unterwegs war, ein Tier abhandenkam, welches das Bild ihrer Hausheiligen, der Heiligen Anna, trug. Als die Arbeiter das Tier fanden, weigerte dieses sich beharrlich aufzustehen und gab die Kiste mit dem Heiligenbild auch nicht frei. Dies wurde so interpretiert, dass die Heilige dableiben wollte. So baute Anas Sohn Gomes de Sousa Ramos mit der Hilfe der umliegenden Einwohner 1870 eine Kapelle, in der das Heiligenbild verblieb. Die Grundbesitzer gaben Ländereien, so dass 1873 die Pfarrei Santana das Antas gegründet wurde. 1887 wurde der Ort zum Dorf erhoben und vor allem dank der Bemühungen von Professor José da Silva Batista (genannt Zeca Batista) am 31. Juli 1907 zur Stadt mit dem Namen Anápolis erhoben. Der erste Präfekt war José Fernandes Valente von 1935 bis 1940.

## Wirtschaft
Die Stadt lebt von der Industrie, dem Warenhandel und der Verarbeitung landwirtschaftlicher Produkte der Umgebung.
Fleisch- und Milchwirtschaft, Anbau von Reis, Mais, Bohnen, Kaffee und Maniok charakterisieren die landwirtschaftliche Produktion. Anápolis ist dank seiner zentralen Lage der Hauptumschlagsplatz für den Getreidehandel des Bundesstaates Goiás.
| Landwirtschaftl. Produktion 2005 | Landwirtschaftl. Produktion 2005 | Landwirtschaftl. Produktion 2005 |
| Produkt                          | Anbaufläche                      | Menge                            |
| -------------------------------- | -------------------------------- | -------------------------------- |
| Bananen                          | 800 ha                           | 8.800 t                          |
| Orangen                          | 140 ha                           | 2.660 t                          |
| Mais                             | 1.400 ha                         | 5.880 t                          |
| Maniok                           | 170 ha                           | 2.720 t                          |
| Soja                             | 1.700 ha                         | 4.400 t                          |
| Tomaten                          | 60 ha                            | 3.300 t                          |
| Zuckerrohr                       | 50 ha                            | 2.050 t                          |

Zu den Bodenschätzen gehören:
- Chrom
- Gneiss
- Mineralwasser
- Smaragd
- Talk

Der gesamte Stromverbrauch betrug 2005 etwa 456.570 MWh.
Über 400 Großhändler aller Art versorgen von hier aus die Region bis weit über die Grenzen des Bundesstaates hinaus und sorgen für ein hohes Steuereinkommen der Stadt.
Die Lage zwischen zwei Millionenstädten, mit denen man durch eine vierspurige Autobahn verbunden ist, macht die Stadt für Industrieansiedlungen interessant. DAIA (Distrito Agro-Industrial de Anàpolis) ist der größte Industriepark der Stadt und beherbergt die größte Generica-Industrie des Landes.
Im Jahr 2019 betrug das Bruttoinlandsprodukt der Gemeinde R$ 14,7 Milliarden (pro Kopf: R$ 38.091).

## Bildung
Die Staatliche Universität Goiás (UEG), sowie fünf weitere Hochschulen bieten Studien in Wirtschafts-, Rechts- und Naturwissenschaften, Datenverarbeitung, Geisteswissenschaften, Mathematik, Medizin und Pharmazeutik an. An drei katholischen Fakultäten werden Theologen ausgebildet.
Anápolis ist Standort des Institutum Sapientiæ, der vom Orden der Regularkanoniker vom Heiligen Kreuz geleiteten Hochschule des Engelwerkes.
263 öffentliche und private Schulen sorgen für ein gutes Bildungswesen.

## Verkehr
Anápolis hat Anschluss an die Bahnlinie nach Brasília der Ferrovia Centro-Atlântica mit einem eigenen Freihafen.
Früher existierte im Stadtzentrum ein Personenbahnhof, von dem heute jedoch nur noch das gelbe Gebäude inmitten des urbanen Busterminals zu sehen ist. Personenzüge verkehren auf dieser Linie schon lange nicht mehr. Für den Güterverkehr spielt die Eisenbahn jedoch nach wie vor eine wichtige Rolle. Der DAIA ist ans System angeschlossen.
In Anápolis ist der Anfangspunkt der geplanten Nord-Süd Eisenbahnverbindung zum Hafen von Itaqui im Bundesstaat Maranhão.
Hier soll auch der einzige Haltepunkt des geplanten Hochgeschwindigkeitszugs (trem bala) zwischen Goiânia und Brasília sein.
Wichtige Autobahnen führen durch Anápolis, so namentlich die Autobahn Brasília-Belém (BR-060), aber auch die BR-153 und die BR-414. Anápolis ist über viele Buslinien zu allen großen Städten des Landes verbunden, die alle im Terminal Rodoviário Intermunicipal Josias Moreira Braga ankommen.
Daneben ist in Anápolis seit 1972 die größte Luftwaffenbasis (BAAN) des mittleren Westens. Hier ist die erste Luftüberwachungsstaffel stationiert, die mit F103-Mirage zuständig für den Schutz der Hauptstadt Brasília ist. Diese Luftwaffenbasis ist ebenfalls ein wichtiges Element im Projekt SIVAM.
Auch ein ziviler Flugplatz steht zur Verfügung.

## Städtepartnerschaften
- Viseu, Portugal
- Lublin, Polen
- Juiz de Fora, Brasilien

## Söhne und Töchter
- Waldemar Passini Dalbello (* 1966), römisch-katholischer Geistlicher, Koadjutorbischof von Anápolis
- Bruno Varriano (* 1972), italienischer Ordensgeistlicher, Weihbischof im Lateinischen Patriarchat von Jerusalem
- Cinthia Ribeiro (* 1976), Politikerin, Bürgermeisterin von Palmas in Tocantins
- Júlio César (* 1995), brasilianisch-portugiesischer Fußballspieler
- Mariana Froes (* 2003), Sängerin